# 海老坂峠 (富山県)
海老坂峠（えびさかとうげ）は、富山県高岡市にある峠である。標高は51m。海老坂断層の断層谷中にある海老坂峠は、周囲のピークと比べて標高が群を抜いて低く、国道160号のルートとなっている他、旧氷見街道のルートとされていた。

## 特徴
高岡市から氷見市にかけて海老坂断層という、二上丘陵を分断する深い谷があるが、その谷の最高標高点にあたるのが海老坂峠である。
標高が二上丘陵の他の山のピークと比べて飛び抜けて低く、傾斜の緩い峠であるため昔から氷見街道のルートとされ、現在では国道160号が走っている。